# Kara Killmer
Kara Killmer (Crowley, 14 giugno 1988) è un'attrice statunitense.

## Biografia
Nata in Texas, esordisce nel 2011 nella serie televisiva Scary Tales col ruolo di Rapunzel.
Ottiene la massima popolarità entrando nel cast principale della serie dal 2014 al 2024 Chicago Fire dove ottiene il ruolo del paramedico Sylvie Brett. Nel 2015 interpreta Charlotte nel film Dietro la maschera.

## Filmografia

### Cinema
- Remnant - cortometraggio - regia di Dawn A. Gregg e Shari Rigby (2012)
- Prank - cortometraggio - regia di Robert Mearns (2012)
- Dietro la maschera (Beyond the Mask) - regia di Chad Burns (2015)

### Televisione
- Scary Tales - serie TV, episodio 1x4 (2011)
- Jane stilista per caso (Jane by Design) - serie TV, episodio 1x6 (2012)
- Rosa The Imposer - serie TV, episodio 1x2 (2013)
- Horizon - film TV, regia di Yves Simoneau (2013)
- Chicago Fire – serie TV, 91 episodi (2014-2024)   Sylvie Brett
- Chicago P.D. – serie TV, 7 episodi (2014-2023)   Sylvie Brett
- Chicago Med – serie TV, 11 episodi (2015-2023)   Sylvie Brett
- Chicago Justice – serie TV, episodio 1x11 (2017)   Sylvie Brett
- Sleeper - Doppia identità (Sleeper) - film TV, regia di Philippe Gagnon (2018)

## Doppiatrici italiane
Nelle versioni in italiano dei suoi film, Kara Killmer è stata doppiata da:
- Benedetta Ponticelli: Chicago Fire, Chicago PD, Chicago Med, Chicago Justice
- Letizia Ciampa: Sleeper - Doppia identità